# Otterup
Otterup is een stadje in de Deense gemeente Nordfyn.
Kerkelijk behoort de parochie Otterup tot de proosdij Bogense van het bisdom Funen.

## Voormalige gemeente
Tot 2006 was Otterup een afzonderlijke gemeente met een oppervlakte van 168,61 km² en 10.973 inwoners, waarvan 5585 mannen en 5388 vrouwen (cijfers 2005). Bij de herindeling van 2007 ging de gemeente op in de nieuwe gemeente Nordfyn.
Het dorp Otterup ligt aan de voormalige spoorlijn Odense - Bogense. Otterup was het belangrijkste tussenstation op de lijn. Het stationsgebouw is niet bewaard gebleven.

## Geboren
- Poul Andersen (1953), voetballer